# Idioma rifeño
El idioma rifeño, tarifit, tarifacht o chelja es una variedad de las lenguas bereberes hablada por los rifeños, habitantes de la región del Rif. El rifeño es también hablado por comunidades de rifeños en Argelia, en cualesquiera ciudades cercanas de la frontera, en las ciudades rifeñas de Argelia como Bethioua o Arzew, y en la ciudad autónoma española de Melilla. Cuenta entre 6 y 7 millones de hablantes.

## Historia
El padre franciscano Fray Esteban Ibáñez recibe en custodia en 1938 y publica en dos partes con su nombre el manuscrito de diccionario rifeño del fallecido franciscano Pedro Sarrionandía:
- Diccionario español-rifeño, prólogo de Ramón Menéndez Pidal. (Ediciones de la revista Verdad y Vida). Madrid, Ministerio de Asuntos Exteriores, Junta de Relaciones Culturales, 1944.
- Diccionario rifeño-español (etimológico). Prólogo de J. Casares. (Consejo Superior de Investigaciones Científicas). Madrid, Instituto de Estudios Africanos.

Su gramática también fue estudiada por este otro franciscano de la Misión Apostólica de Marruecos, el padre Pedro Sarrionandía en su Gramática de la lengua rifeña de 1905 (2* ed., Tánger, 1925), obra rica en observaciones particulares.
El Diccionario de Ibáñez-Sarrionandía fue la primera obra de su índole, rica en  material lexicológico y por su presentación a la vez científica, pedagógica y práctica, con ejemplos, tomados del habla diaria.

## Distribución geográfica y dialectal
Es hablado por cerca de cinco millones de personas en el Rif, siendo la lengua materna de la mayor parte de la población de esta región, así como por algunos habitantes de origen rifeño de la ciudad autónoma española de Melilla. Se habla también en comunidades rifeñas emigradas en varias ciudades europeas. El grupo más importante de hablantes de rifeño fuera del Rif está en los Países Bajos.

### División administrativa
Debido a la división administrativa del Rif, la lengua rifeña está presente en más de tres regiones marroquíes:
- Oriental: provincias de Nador, Berkán, Driuch y mitad norte de las provincias de Guercif y Taurirt.
- Tánger-Tetuán-Alhucemas: provincia de Alhucemas.
- Fez-Mequinez: mitad norte de la provincia de Taza y la parte oriental de la provincia de Taunat.

### Grupos dialectales
El rifeño se divide en tres grupos dialectales, cuya intercomprensión entre hablantes es perfecta:
- Rifeño occidental, entre Ait Urriaguel, Bakkouya, Ait Ammart, Aït Itteft y Aït Boufrah.
- Rifeño central, entre Temsamane, Aït Touzine, Gueznaya, Ait Saïd, Ait Oulichek, Guelaya, Aït Tafersit, Metalsa y Ait Bouyahyi.
- Rifeño oriental, entre Kebdana y Ait Iznassen

Los dialectos bereberes de una multitud de grupos étnicos vecinos están relacionados con el Rif, como el hablado por siete tribus bereberes establecidas al suroeste de Oujda y el de los Beni Snous y Beni Boussaïd establecidos al oeste de Tremecén, en Argelia.

### Diáspora
El Rif y los diversos dialectos relacionados con él también se hablan entre la diáspora rifeña resultante de varias fases de inmigración, desde la precolonial hasta mediados del siglo XX, como en Arzew en Argelia y en el macizo de Zerhoun en Marruecos, así como en Europa desde el siglo XX.
No existen datos sobre la situación de los dialectos rifeños en Arzew y Zerhoun. Sin embargo, se dice que la lengua rifeña está en peligro de extinción, o incluso extinta, en estas dos zonas.
En Europa, los rifeños forman la mayoría de las comunidades marroquíes en Bélgica y los Países Bajos.

## Estatus oficial
No ha tenido carácter oficial hasta 2011 debido a las protestas ocurridas en el contexto de la Primavera Árabe[cita requerida]. Los berberistas han reclamado históricamente el reconocimiento oficial de sus lenguas, que en Marruecos son lengua materna de casi un 50 % de la población. En 1994 el rey anunció la «inminente» entrada del bereber en la escuela; sin embargo, no fue hasta 2003 que se iniciaron los planes de enseñanza obligatoria del bereber en la escuela primaria en sus tres variedades marroquíes: tarifit ( rifeño), central y tashelhit. El plan prevé el estudio del bereber en todos los niveles de la enseñanza y en todo el país (no sólo en las zonas berberófonas), que al mismo tiempo servirá para avanzar hacia la estandarización de la lengua.

## Clasificación

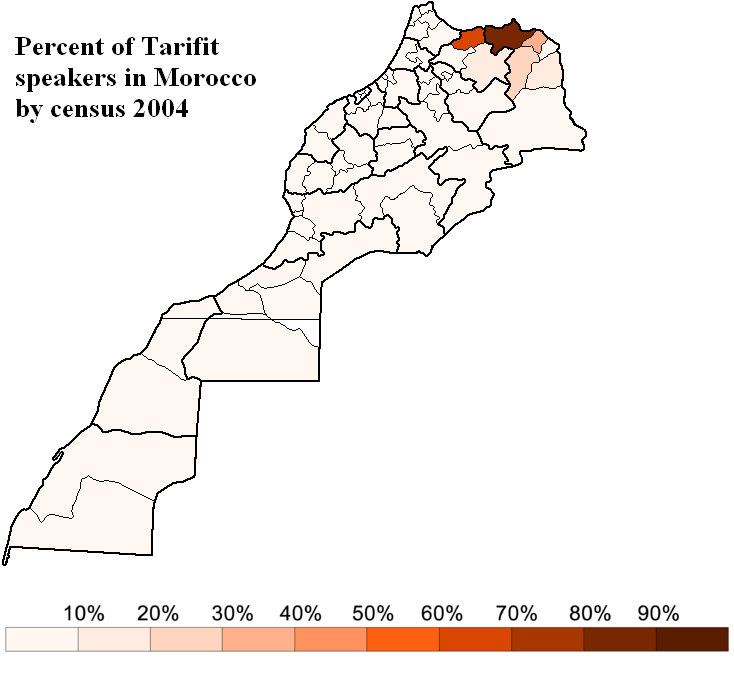
Porcentaje de hablantes de tarifit o rifeño en Marruecos por provincias en 2004.

Es la principal de las llamadas lenguas rifeñas, subgrupo de las lenguas zenatas que a su vez se engloban en el conjunto de las llamadas lenguas bereberes septentrionales. Como ocurre con otras lenguas bereberes, sus hablantes a menudo se refieren a ella con el nombre genérico de bereber, que sirve para designar a todas. Hay que señalar que en Marruecos muchos estudiosos y militantes de la cultura bereber niegan que las tres grandes variedades de lengua bereber que existen en el país sean lenguas diferentes.
La siguiente tabla contiene algunas palabras similares del rifeño con el cabilio y el tashelhit:
| GLOSA         | Cabilio                      | Tashelhit                    | Rifeño                         |
| ------------- | ---------------------------- | ---------------------------- | ------------------------------ |
| 'árbol'       | /tejṛa/                      | /cĝert/                      | /thasajath/                    |
| 'flor'        | /ajeĝĝig/                    | /ajeddig/                    | /nwar/                         |
| 'piel'        | /agʷlim/                     | /ilem/                       | /thirmacht/ o /irm/            |
| 'cuerno'      | /icc/ (sing.) /acciwn/ (pl.) | /isk/ (sing.) /iskwen/ (pl.) | /qicc/ (sing.) iqaccawen (pl.) |
| 'leche'       | /iɣi/                        | /aɣa/                        | /acefay/ o /aɣe/               |
| 'mantequilla' | /udi/                        | /tudit/                      | /thrusi/ o /dhan/              |
| 'harina'      | /awren/                      | /aggurn/                     | /aren/ o /an/                  |
| 'ceniza'      | /iɣed/                       | /iɣḍ/                        | /iɣiḍ/                         |
| 'luna'        | /agur/                       | /ayur/                       | /thaziri/ o /yur/              |
| 'hoy'         | /assa/                       | /ɣassa/                      | /nhara/ o /assa/               |
| 'carta'       | /tavṛaṭ/                     | /tabrat/                     | /tavrat/                       |
| 'hija'        | /yelli/                      | /illi/                       | /yedji/                        |
| 'pequeño'     | /amezyan/                    | /imezzey/                    | /amezyan/                      |
| 'rojo'        | /azgwaɣ/                     | /azugaɣ/                     | /azgwaɣ/                       |
| 'izquierdo'   | /azelmaḍ/                    | /azelkaḍ/                    | /azermaḍ/                      |
| 'vivir'       | /idir/                       | /dder/                       | /ddar/                         |
| 'comer'       | /ečč/                        | /icc/                        | /ecc/                          |
| 'escupir'     | /susef/                      | /sufes/                      | /skufes/ o /susef/             |
| 'mirar'       | /muqel/                      | /smaqel/                     | /xzar/                         |
| 'sientate'    | /qqim/                       | /qqumu/                      | /qqim/                         |
| 'dejar'       | /eĝĝ/                        | /ajj/                        | /ejj/                          |
| 'enterrar'    | /nṭel/                       | /mḍel/                       | /ndar/                         |
| 'quemar'      | /ṛeɣ/                        | /jder/                       | /shaq/ o /raɣ/                 |
| 'preguntar'   | /seqsi/                      | /saqsa/                      | /seqsa/                        |
| 'vosotros'    | /kunwi/                      | /kunni/                      | /kenniw/                       |
| 'vosotras'    | /kunemti/                    | /kuninti/                    | /kennint/                      |
| 'con'         | /yid/                        | /did/                        | /ag/                           |
| 'excremento'  | /ixan/                       | /ixan/                       | /izzan/                        |

## Descripción lingüística

### Fonología
Las diferencias fonéticas más importantes respecto a otras lenguas bereberes son:
- /l/ se convierte en /r/, como ocurre en ul (corazón) -> ur
- /r/ precedida de vocal pero seguida de consonante no se lee, como en taddart (casa) -> taddat.
- /lː/ (/l/ geminada) se transforma en /d͡ʒ/, como en ylli (hija) -> ydji.
- /lt/ pasa a /t͡ʃ/, como en ultma (hermana) -> utchma.
- En algunas variantes locales /k/ pasa a /t͡ʃ/.
- El prefijo masculino a- desaparece en muchas palabras, como afus (mano), que se transforma en fus, y afighar (serpiente), que pasa a ser fighar. Esta es una característica de las lenguas bereberes del subgrupo zenete, que las distingue de las vecinas lenguas del Atlas y del tashelhit.

### Morfología nominal
Forma de los masculinos - femeninos - formación del plural etc. Concordancia gramatical entre adjetivo y sustantivo.

### Conjugación verbal
La conjugación verbal es compleja y varía en las distintas zonas del Rif. Los verbos suelen ser regulares. Los únicos verbos que se consideran irregulares son isha 'comer' e is's 'beber'.
El futuro se forma añadiendo la partículas ad, at o an a la forma de presente, que es la misma que la del pretérito perfecto simple, salvo casos excepcionales como el verbo que aquí se indica. El pretérito perfecto simple se forma quitándole el pronombre al presente (T'; N' y demás pronombres). Con el pretérito anterior se añade atiri que significa 'hubiera' más el presente de un verbo regular pero sin el pronombre, con el imperfecto, ira con el presente y pronombre, y el pluscuamperfecto juntando el pretérito perfecto simple con la mencionada partícula ira.
|           | Préterito perfecto simple | Presente | Futuro   | Imperativo | Pretérito Anterior | Pretérito Imperfecto | Pretérito Pluscuamperfecto |
| --------- | ------------------------- | -------- | -------- | ---------- | ------------------ | -------------------- | -------------------------- |
| Nish      | Shigh                     | T'tagh   | Ad' Shag | -          | Atiri shigh        | Ira t'tagh           | Ira shig                   |
| Shek/Shem | D'shid                    | T'ted    | At' Shed | 'Sh        | Atiri D'shid       | Ira t'ted            | Ira D'shid                 |
| Nt'a      | Isha                      | Itet     | Ad' Ish  | -          | Atiri isha         | Ira itet             | Ira isha                   |
| Ntath     | D'sha                     | Tet      | At' sh   | -          | Atiri dsha         | Ira t'et             | Ira D'sha                  |
| Nshnin    | N'sha                     | N'tet    | An' sh   | -          | Atiri nsha         | Ira n'tet            | Ira N'sh                   |
| Khniu     | D'shim                    | T'tem    | At' shem | - 'Shem    | Atiri D'shim       | Ira t'tem            | Ira d'shim                 |
| Nthnin    | Shan                      | T'tan    | Ad' shen | -          | Atiri shan         | Ira t'ten            | Ira shan                   |

|           | Préterito perfecto simple | Presente | Futuro     | Imperativo | Pretérito Anterior | Pretérito Imperfecto | Pretérito Pluscuamperfecto |
| --------- | ------------------------- | -------- | ---------- | ---------- | ------------------ | -------------------- | -------------------------- |
| Nish      | Ozregh                    | T'azragh | Ad' azregh | -          | Atiri ozregh       | Ira t'azregh         | Ira ozregh                 |
| Shek/Shem | D'Ozred                   | T'azr'd  | At' azred  | Az'r       | Atiri D'ozred      | Ira t'azred          | Ira d'ozred                |
| Nt'a      | I'uz'r                    | I'taz'r  | Ad'i'azer* | -          | Atiri iuz'r        | Ira 'i'taz'r*        | Ira i'uz'r                 |
| Ntath     | T'uz'r                    | T'az'r   | At' azer   | -          | Atiri tuz'r        | Ira t'az'r           | Ira t'uz'r                 |
| Nshnin    | N'uz'r                    | N'taz'r  | An' azer   | -          | Atiri nuz'r        | Ira N'taz'r          | Ira N'uz'r                 |
| Khniu     | T'uzr'm                   | T'azr'm  | At' azrem  | - Azr'm    | Atiri tuzr'm       | Ira T'azr'm          | Ira t'uzr'm                |
| Nthnin    | Uzr'n                     | T'azr'n  | Ad' azren  | -          | Atiri uzr'n        | Ira t'azr'n          | Ira uzr'n                  |

- En el verbo regular "I'uz'r" , la 'i' en la tercera persona es para "desralentizar" el habla.
- En Nador y cercanías Ash se sustituye por Ad.
- En donde hay este símbolo "*", suena parecido a una "e" corta.

### Pronombres
Pronombres personales
| Español        | Tifinag | AFI       |
| -------------- | ------- | --------- |
| Yo             | ⵏⵉⵛ     | /niʃ/     |
| Tú (Masculino) | ⵛⵉⴽ     | /ʃik/     |
| Tú (Femenino)  | ⵛⵉⵎ     | /ʃim/     |
| Él             | ⵏⵉⵜⵜⴰ   | /nittæ/   |
| Ella           | ⵏⵉⵜⵜⴰX  | /nittæθ/  |
| Nosotros       | ⵏⵉⵛⵛⵉⵏ  | /niʃʃin/  |
| Vosotros       | ⴽⵉⵏⵏⵉⵡ  | /kinniw/  |
| Ellos          | ⵏⵉXⵏⵉ   | /niθni/   |
| Ellas          | ⵏⵉXⴻⵏⵜⵉ | /niθənti/ |

Pronombres demostrativos
|          | Singular  | Singular  | Singular  | Singular | Singular | Singular | Singular | Singular | Singular |
| -------- | --------- | --------- | --------- | -------- | -------- | -------- | -------- | -------- | -------- |
|          | masculino | masculino | masculino | femenino | femenino | femenino | neutro   | neutro   | neutro   |
| cercanía | este      | ⵡⴰ        | /wæ/      | esta     | Xⴰ       | /θæ/     | esto     | ⵢⴰ       | /ja/     |
| medio    | ese       | ⵡⵉⵏ       | /win/     | esa      | Xⵉⵏ      | /θin/    | eso      | ⵢⵉⵏ      | /jin/    |
| lejanía  | aquel     | ⵡⵉⵏⵏⵉ     | /winni/   | aquella  | Xⵉⵏ      | /θinni/  | aquello  | ⵢⵉⵏⵏⵉ    | /jinni/  |

|          | Plural    | Plural    | Plural    | Plural   | Plural   | Plural   |
| -------- | --------- | --------- | --------- | -------- | -------- | -------- |
|          | masculino | masculino | masculino | femenino | femenino | femenino |
| cercanía | estos     | ⵉⵏⴰ       | /inæ/     | estas    | Xⵉⵏⴰ     | /θinæ/   |
| medio    | esos      | ⵉⵏⴰI      | /inæn/    | esas     | XⵉⵏⴰI    | /θinæn/  |
| lejanía  | aquellos  | ⵉⵏIⵉI     | /innin/   | aquellas | XⵉⵏIⵉI   | /θinnin/ |

Pronombres posesivos
| 1ºPersona | 1ºPersona | 2ºPersona | 2ºPersona | 2ºPersona | 2ºPersona | 3ºPersona | 3ºPersona | 3ºPersona |
| --------- | --------- | --------- | --------- | --------- | --------- | --------- | --------- | --------- |
| Sigular   | Plural    | Sigular   | Sigular   | Plural    | Plural    | Sigular   | Plural    | Plural    |
| Común     | Común     | Masculino | Femenino  | Masculino | Femenino  | Común     | Masculino | Femenino  |
| ⵉⵏⵓ       | ⵏⵏⵓⵄ      | ⵏⵏⴰⵛ      | ⵏⵏⴰⵎ      | ⵏⵏⴰⵓⵎ     | ⵏⴽⴰⵏⵜ     | ⵏⵏⴰⵙ      | ⵏⵙⴰⵏ      | ⵏⵙⴰⵏⵜ     |
| /inu/     | ⵏⵏⵓⵄ      | /nnæʃ/    | /nnæm/    | /nnæwm/   | /nkænt/   | /nnæs/    | /nsæn/    | /nsænt/   |
| mío/a     | nuestro/a | tuyo/a    | tuyo/a    | vuestro/a | vuestro/a | suyo/a    | de ellos  | de ellas  |

- Siempre se sitúa detrás de la palabra.

### Ejemplos de oraciones
Las expresiones son escasas en este dialecto; la mayoría son traducidas del árabe moderno o dariya. Ejemplo:
Mis n'hram son dos palabras, mis que es hijo y haram que es pecado. Por lo que su significado es "hijo del pecado" como insulto.
Se llama fak'shghr al que no tiene nada que hacer. Son despectivos. Su origen proviene de dos palabras diferentes: farrek significa "repartir" y shghr es "trabajo". Literariamente sería "el que reparte el trabajo" o sea el jefe, de un modo despectivo.
Una frase común sería: Nhara rahegh a rbhar, es decir, "Hoy fui a la playa".

## Léxico

### Préstamos del español y del árabe
El rifeño ha incorpardo varios sustantivos y conjunciones tomadas del español, ejemplo:
porque, mesa, hombre, increíble. Se cuentan más de 250 palabras procedentes del español en rifeño. Sin embargo, con el paso del tiempo algunas se han deformado o adaptado fonéticamente en porqui, misa, homre, incri'ble. Más del 20 % de los sustantivos del rifeño son adaptaciones tanto del árabe dariya como del árabe clásico. Por ejemplo: "Imuth" (Morir) viene del árabe "مات" y así cientos de ejemplos.

### Interrogativos
Mamesh (cómo), Min (qué), Maghar o Maymi (por qué), Mrmi (cuándo), Mani (dónde), Manwen (quién o cuál).

### Conjunciones
Las conjunciones y nexos son: ualakin (pero), uash (pero), masha (pero), imma (o),  (que), kudkud (mientras), rukha (ahora), am (como), ewa (ya), mara (si), m'rmi (cuando), mani (donde), msh-har (cuánto).  Ma puede ser también un nexo de carácter interrogativo. Ejemplo.  ¿Dhetsad ma? (¿Te has dormido?).

## Escritura
El tarifit posee muy poca literatura escrita anterior al siglo XX. Como otras lenguas bereberes, se ha escrito de formas diversas a lo largo del tiempo. En primer lugar, con caracteres árabes y más recientemente utilizando el alfabeto latino. La enseñanza oficial introducida en el año 2003 ha optado por el alfabeto tifinagh, una recreación moderna de las escrituras usadas históricamente por los pueblos bereberes en toda la Tamazgha, el territorio de los pueblos bereberes, que se extiende por el noroeste de África.